# NGC 4705
NGC 4705 est une vaste galaxie spirale intermédiaire (barrée ?) vue par la tranche et située dans la constellation de la Vierge. Sa vitesse par rapport au fond diffus cosmologique est de 4 631 ± 24 km/s, ce qui correspond à une distance de Hubble de 68,3 ± 4,8 Mpc (∼223 millions d'al). NGC 4705 a été découverte par l'astronome germano-britannique William Herschel en 1787.
La classe de luminosité de NGC 4705 est II-III et elle présente une large raie HI.
Le professeur Seligman souligne qu'il se pourrait que cette galaxie soit aussi IC 3807, mais c'est la seule source consultée à évoquer cette possibilité.
À ce jour, une douzaine de mesures non basées sur le décalage vers le rouge (redshift) donnent une distance de 46,658 ± 6,838 Mpc (∼152 millions d'al), ce qui est nettement à l'extérieur des valeurs de la distance de Hubble. Notons cependant que c'est avec la valeur moyenne des mesures indépendantes, lorsqu'elles existent, que la base de données NASA/IPAC calcule le diamètre d'une galaxie et qu'en conséquence le diamètre de NGC 4705 pourrait être d'environ 60,0 kpc (∼196 000 al) si on utilisait la distance de Hubble pour le calculer.